# Mozgásvakság
A cerebrális akinetopszia, vagy más néven mozgásvakság, egy rendkívül ritka neuropszichológiai rendellenesség, amelynek során a beteg képtelen érzékelni a mozgást a vizuális látóterében, miközben a mozdulatlan tárgyakat tökéletesen látja. Ennek hátterében az agy olyan specifikus területeinek sérülése áll (például agyvérzés, traumás agysérülés vagy daganat következtében), amelyek a mozgás vizuális észleléséért felelősek (V1, V5). A legtöbb részletes információ az akinetopsziáról egyetlen páciens, LM esetéből származik. Az akinetopsziára napjainkig sem ismert hatékony kezelés.

## Jellemzők
Az akinetopszia egy olyan neuropszichológiai rendellenesség, amelynek oka az agyi struktúrában bekövetkező változás, leggyakrabban sérülés, mely zavarja a szenzoros információ pszichológiai feldolgozásának folyamatát, konkrétan a vizuális információét. Az, hogy kizárólag a mozgás látásában jelentkezik zavar, annak köszönhető, hogy a mozgás látása az agyban anatómiailag elkülönül más vizuális funkcióktól. Az akinetopsziához hasonlóan szelektíven sérülhet például a színérzékelés is, mint az akromatopszia esetében. A mozgásvakság tünetei jelentősen ronthatják az életminőséget, hiszen a hétköznapi tevékenységek nagy részében szükség van a mozgó tárgyak, emberek, járművek észlelésére.

### A mozgás látásáért felelős agyi területek
Az agyban minden funkcionális területet meghatározott neuroncsoport alkot, amelyek inger-szelektíven aktivizálódnak a megfelelő stimulusok hatására. Ezek a vizuális érzékelésben betöltött szerepük alapján különíthetők el. A vizuális kéregben több mint 30 specializált feldolgozó terület található, melyek közül a mozgásérzékelésért elsősorban a V1 és a V5 felel.

#### V1
A V1, vagyis az elsődleges vizuális kéreg, a Brodmann 17-es területhez tartozik. Ez a terület a vizuális információ előzetes feldolgozásáért felelős, de a mozgási információk feldolgozása nem kizárólag ezen keresztül történik. A mozgásról szóló információ eljuthat a V5-be anélkül is, hogy áthaladna a V1-en, és visszafelé sem szükséges a V5-ből a V1-be történő átvitel az egyszerű mozgások vizuális érzékeléséhez. Ennek eredményeképpen a mozgással kapcsolatos jelek eltérő időpontban érkeznek a V1-hez (60-70 ms) és a V5-höz (<30 ms). Vaklátásban (blindsight) szenvedő betegeknél a V1 terület sérült, de a V5 ép marad, ezért a betegek képesek lehetnek mozgást érzékelni tudatos észlelés nélkül. A V1 inaktiválása csökkenti, de nem szünteti meg teljesen a mozgásérzékelést.

#### V5
A V5 (más néven MT, azaz mediotemporális terület) a vizuális kéreg egyik speciális része, amely a homloklebeny oldalsó-hátulsó részén található, közel a sulcus temporalis inferiorhoz és az incisura preoccipitalis kereszteződéséhez. A V5 neuronjai kifejezetten a mozgás érzékelésére specializálódtak, közülük is sok az iránylátásra. A V5 funkcióspecifitását először főemlősökben mutatták ki. A V5 sérülése vagy inaktivációja akinetopsziához vezethet, amely gyakran kétoldali agykárosodás esetén alakul ki.

#### Ventrális és dorzális pályarendszer
A vizuális agy szerveződésére vonatkozó egyik fontos elmélet a két fő feldolgozó pálya („Mi” és „Hol” rendszer) elkülönülése. A ventrális pálya (MI-rendszer) főként a tárgy- és arcfelismerésért felel, míg a dorzális pálya (HOL-rendszer) elsősorban a mozgás feldolgozásában, a térbeli tájékozódásban, valamint a szem- és fejmozgatás irányításában vesz részt.
Az akinetopsziában szenvedők a mozgás észlelésére képtelenek, miközben a mélységlátásuk, a szem mikromozgásai, a sztereó- és színlátásuk, valamint a tárgy- és arcfelismerésük ép marad. Az akinetopszia azonban nehezíti a vizuomotoros feladatok végrehajtását is, például egy mozgó tárgy elérését vagy elkapását (Bálint-szindróma). Az akinetopsziában szenvedők a mindennapi életben számos kihívással szembesülnek, amelyek alkalmazkodási stratégiákat igényelnek.

## Gisela Leibold (LM) esete
LM, egy akinetopsziás 43 éves nő, részletesen beszámolt arról, milyen nehézségeket okoz számára a mozgásvakság. Az úttesten való átkelés, a zsúfolt terekben való tájékozódás, a beszélgetések követése (különösen szájmozgás és mimika hiányában), vagy akár egy csésze kávé vagy tea kiöntése is kihívást jelent. Elmondása szerint a folyadék „fagyottnak tűnik, mintha gleccser lenne”, így nem érzékeli, mikor kell abbahagynia az öntést, mert nem látja a folyadékszint emelkedését.
LM 1978 októberében került kórházba fejfájás és szédülés miatt. Trombózist diagnosztizáltak nála a sinus sagittalis superiorban, amely szimmetrikus sérülést okozott a vizuális kéreg hátulsó részének mindkét oldalán, ugyanakkor a sérülés elég kicsi volt ahhoz, hogy más vizuális funkciókat ne érintsen.
LM továbbra is normális mélység-, tér-, forma-, sztereó- és színlátással rendelkezett, a szem mikromozgásai is épek maradtak, valamint mozdulatlan tárgyak és arcok felismerésében sem jelentkezett hiányosság. Minimális mozgásérzékelése megmaradt, ami arra utal, hogy a V1 vagy a V5 egyes funkciói részben megőrződhettek.
A sérülés azonban a vizuomotoros feladatokat is megnehezítette, például egy mozgó tárgy elérését vagy elkapását, ami alapján feltételezhető, hogy a V5 bemenő jeleket közvetít mind a ventrális, mind a dorzális pályákhoz.

### Vizsgálatok

#### Egyéb vizuális funkciók
LM-et három fő területen hasonlították össze egy 24 éves, normális látású nővel: színlátás, tárgy- és szófelismerési idő, valamint a látómező épsége. Nem találtak kimutatható színlátási zavarokat sem a központi, sem a perifériás látótérben, a felismerési idő csak kismértékben volt nagyobb a kontroll alanyéhoz képest, és a látómező sem volt szűkebb, szkotómát sem tapasztaltak. Ezek alapján a vizuális funkciók elkülönülnek a mozgás látásától.

#### Vizuális mozgásérzékelés
LM mozgásról alkotott benyomása alapvetően a mozgás irányától (vízszintes vagy függőleges), sebességétől és attól függött, hogy tekintetét fixálta-e vagy követte a mozgó tárgyat.
- 1. Kísérlet: Körmozgást végző fényekkel vizsgálták a mozgásérzetet.

A meghatározott látótérben LM a következőképpen érzékelt mozgást:
Vízszintes mozgásnál:
- A tekintetet az útvonal közepére fixálva 14 fok/mp sebességnél érzékelt némi mozgást, más sebességeket nehezen.
- A mozgást követve 18 fok/mp körül jelentkezett mozgásérzet.

Függőleges mozgásnál:
- Fixált tekintettel 10 fok/mp alatt érzékelt mozgást.
- Követő szemmozgással 13 fok/mp alatt érzékelt mozgást.

A 18 fok/mp (vízszintes) és 13 fok/mp (függőleges) feletti sebességeknél a mozgást úgy írta le, mintha a fény csak különböző helyeken tűnne fel, de folyamatos mozgást nem látott.
- 2. Kísérlet: Térbeli mozgás érzékelése feketére festett fa kockával.

A kockát az asztalon mozgatták a látótengely mentén. 3 vagy 6 fok/mp-es sebességnél 20 próbálkozás után sem volt egyértelmű mozgásérzete, bár tudta, hogy a kocka helyet változtatott, és pontosan meg tudta becsülni a távolságot más tárgyakhoz viszonyítva.
- 3. Kísérlet: Mozgásérzékelés vizsgálata a központi és perifériás látótérben

LM központi látóterében némi mozgásdetekció lehetséges volt (vízszintes irányban jobban, mint függőlegesen), de a perifériás területeken nem jelentkezett mozgásérzet. Sebességbecslés során a gyorsabb mozgásokat jelentősen alábecsülte.
- 4. Kísérlet: Vizuális illúziók

Függőlegesen mozgó vízszintes vonalakkal és forgó spirál illúzióval tesztelték a mozgási utóhatást. LM csak a vonalak esetén érzékelt néha utóhatást, a spirálnál vagy a Phi-jelenség során nem érzékelt mozgást.
- 5. Kísérlet: Az ujjak mozgatása és azok szemmel való követése

LM-nek egy táblára erősített drót útját kellett mutatóujjával követnie háromféle módon: csak tapintással, csak látással, illetve mindkettővel. A tapintásos feladat során teljesített a legjobban, míg a látásosnál a legrosszabbul, és a kombinált feltételek sem segítettek, mert nem tudta szemével követni az ujját, ha túl gyorsan mozgott.
LM-nél nem sikerült eredményes kezelést találni, de idővel megtanult alkalmazkodni állapotához, például a hang alapján becsülte meg a közeledő járművek távolságát, és elkerülte a számára túl összetett vizuális szituációkat. Egyéni stratégiákkal igyekezett a lehető legteljesebb életet élni.

## További esettanulmányok

### Potzl és Redlich betege
1911-ben Potzl és Redlich egy 58 éves nő esetét írták le, akinek mindkét oldalon sérült az agya hátsó része. A páciens úgy érzékelte a mozgást, mintha a tárgyak mozdulatlanok lennének, csak különböző helyeken jelennének meg egymás után. Emellett jelentős látótérvesztése és nominális afáziája is volt.

### Goldstein és Gelb betege
Goldstein és Gelb egy 24 éves férfi esetét ismertették, akinek agyát hátul golyó találta el. A férfi képes volt felismerni, hogy a tárgy új helyre került (jobbra, balra, fentebb, lentebb), de magát a mozgást nem érzékelte. Később kiderült, hogy mindkét oldali okcipitális sérülése volt, amely a vizuális mező jelentős részének elvesztéséhez és tárgymegnevezési nehézségekhez vezetett.

### Pelak és Hoy Alzheimeres betege
2000-ben egy 70 éves férfit diagnosztizáltak akinetopsziával. Már két éve nem vezetett autót, mert nem tudta érzékelni a mozgást. Felesége szerint nem volt képes megítélni más autók sebességét, távolságát, és gyakran mondta: „egyáltalán nem látom, mi történik körülöttem”. Mozgó tárgyak eltűntek számára, nehezen követte a gyors jeleneteket tartalmazó tv-műsorokat. A férfinál a Bálint-szindróma tünetei is megjelentek (szimultánagnózia, optikus ataxia, okulomotoros apraxia).

### Pelak és Hoy TBI-s betege
2003-ban egy 63 éves férfi panaszkodott a vizuális mozgásérzékelés elvesztésére egy két évvel korábbi traumás agysérülést követően, amikor egy nagy tárgy a fejére esett. Vadászként kiemelte, hogy nem tudja követni a vadat, más vadászokat vagy a kutyáját mozgás közben. Ezek a dolgok számára csak hirtelen jelennek meg új helyeken, mozgás folyamatát nem érzékeli. Vezetés és összetett társas interakciók során is nehézségei voltak, valamint elvesztette a fonalat vízszintes vagy függőleges szövegek olvasásakor, és nem tudott háromdimenziós képeket elképzelni síkbeli ábrákból.

## Kiváltó okok, előidézés

### Agyi sérülések
Az akinetopszia általában a vizuális kéreg (okcipitális lebeny) hátsó részén bekövetkező sérülés eredménye. Az okcipitális és temporális kéreg határán lévő neuronok érzékenyek a mozgási ingerekre, ezért az okcipitotemporális lebeny a mozgásfeldolgozás központja az agykéregben. LM esetében a sérülés szimmetrikusan érintette mindkét oldalt, ugyanakkor elegendően kicsi volt ahhoz, hogy más vizuális funkciókat ne zavarjon. Ismertek egyoldali sérüléshez köthető akinetopsziás esetek is, de ezek ritkák, mert az ilyen sérülések gyakran súlyosabb vizuális károsodásokkal járnak. Traumás agysérülések után is előfordult már akinetopszia.

### Alzheimer-kór
Az Alzheimer-kórban szenvedőknél is előfordulhat különböző fokú akinetopszia, ez hozzájárulhat a tájékozódási zavarokhoz. Bár Pelak és Hoyt már dokumentáltak egy ilyen esetet, a témában kevés kutatás született azóta.

### TMS
Egészséges embereknél részlegesen és átmenetileg előidézhető akinetopszia a V5 terület TMS-sel (transzkraniális mágneses stimuláció) történő ingerlésével. Az agy egy kb. 1 cm²-es területének stimulálásával a V5 működése rövid időre (20-30 ms) gátolható, így a mozgás érzékelése átmenetileg megszűnik. A TMS-ingerlés hatékonysága attól függ, hogy az ingerlés a vizuális ingerhez képest milyen időzítéssel történik. A V1 MRI-vel való ingerlése is okozhat akinetopsziát, de kevésbé hatékonyan, mint a V5 stimulációja.

## Akinetopszia a médiában
Az akinetopszia megjelent a Dr. House című tévésorozat 3. évadjának 7. részében („Son of Coma Guy”). A jelenetben egy fiatal férfi nem reagál mozgó tárgyakra, és House elmagyarázza neki, hogy egy akinetopsziának nevezett rendellenesség miatt nem képes a mozgást látni.

## Fordítás
- Ez a szócikk részben vagy egészben  az   Akinetopsia című angol Wikipédia-szócikk fordításán alapul.  Az eredeti cikk szerkesztőit annak laptörténete sorolja fel. Ez a jelzés csupán a megfogalmazás eredetét és a szerzői jogokat jelzi, nem szolgál a cikkben szereplő információk forrásmegjelöléseként.